# Matijaš Laáb
Matijaš Laáb (madžarsko Laáb Mátyás) pisatelj in prevajalec gradiščanskih Hrvatov, ter rimskokatoliški duhovnik * o. 1746, Bizonja; † 7. avgust, 1823, Novo Selo.
Rodil se je pri Mosonmagyaróvárju. Prvič je bil duhovnik estergomske škofije, leta 1790 je prešel v gjursko škofijo. Štiri leta je kaplanoval v Ciklešu, potem je bil župnik v Vedešinu šest let. Od leta 1797 do svoje smrti je služil v Novem Selu pri Nežiderskem jezeru.
Napisal je dva katekizma v gradiščanščini. Laáb je mislil reformirati gradiščanski knjižni jezik, zaradi tega se srečal s cenzorjem hrvaških nabožnih knjig, z Ivanom Mikačem vulkaprodrštofskim župnikom in gjurskim škofom Józsefom Viltom. Od škofa je čakal pomoč.
V rokopisu je ostal prevod Nove zaveze o. 1812, ki je bil v Zagrebu pri škofu Maksimilijanu Vrhovcu, da bi potrdil prevod. Kljub temu ta prevod ni izhajal v tisku. Danes se je ohranil samo Janezov evangelij. V 20. stoletju, leta 1952 sta Martin Meršić in Ivan Jakšić prevedla Novo zavezo (Novi Zakon) v gradiščanščino, a ta prevod ne naslanja na Laábov prevod Nove zaveze.

## Dela
- Prevod Nove zaveze, 1812.
- Krátka summa velíkoga óbcsinszkoga katekízmusa za ucsnyu mláje druzsíne gornyih Ug'rszkki Horvátov (Kratki nauk velikega občinskega katekizma za pouk mladih družin zgornjoogrskih Hrvatov), 1814.
- Véliki óbcsinszki katekizmus za górnye Ugrszke Horváte (Velik občinski katekizem za zgornjoogrske Hrvate), 1820.